# Tilapia baloni
Tilapia baloni – gatunek słodkowodnej ryby z rodziny pielęgnicowatych (Cichlidae). Nazwany dla uhonorowania Eugeniusza Balona, który odłowił okazy typowe.

## Opis
Samce osiągają 17,5 cm długości.

## Występowanie
Rzeki Luongo i Kalungwishi w Zambii (dorzecze Konga).